# Archidiecezja wrocławska

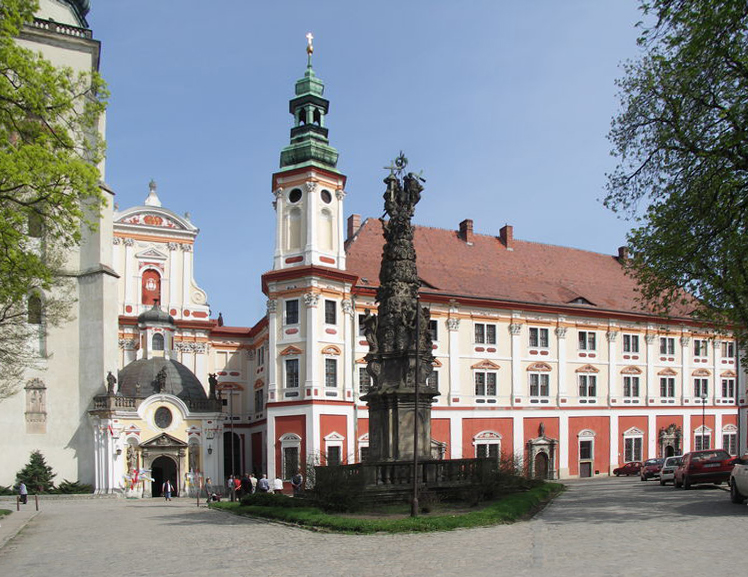
Klasztor cystersów w Henrykowie

Archidiecezja Wrocławska (łac. Archidioecesis Vratislaviensis; niem. Erzbistum Breslau; cz. Arcidiecéze Vratislavská) – jedna z 14 archidiecezji obrządku łacińskiego w polskim Kościele katolickim. Ustanowiona diecezją w 1000 roku przez bullą papieską Sylwestra II jako sufragania metropolii gnieźnieńskiej. 16 lipca 1821 papież Pius VII podporządkował ją bezpośrednio (do) Stolicy Apostolskiej, a 13 sierpnia 1930 Pius XI podniósł ją do rangi archidiecezji. Granice archidiecezji były zmieniane trzykrotnie. Po raz I: 28 czerwca 1972 przez Pawła VI; po raz II i III: 25 marca 1992 i 24 lutego 2004 przez Jana Pawła II.

## Historia
Diecezja wrocławska została utworzona na zjeździe gnieźnieńskim w 1000 roku, jako biskupstwo podporządkowane arcybiskupstwu w Gnieźnie, o czym pisał kronikarz Thietmar. Upadła w wyniku tzw. reakcji pogańskiej (1031/1032) i najazdu czeskiego księcia Brzetysława I (1038). Obrabowano i zburzono niedawno wzniesioną katedrę, a na jej gruzach wzniesiono świątynię pogańską. Zniszczone lub wywiezione zostały księgi diecezji, przez co wczesne dzieje diecezji z czasów pierwszego biskupa Jana są nieznane. Upadła również dawna struktura administracyjna. Cały Śląsk znalazł się w granicach Czech, a biskup praski Sewer planował włączenie regionu do swojej diecezji praskiej. Choć po stronie Polaków wystąpił w 1039 król niemiecki Henryk III Salicki, ostatecznie, podczas arbitrażu w 1041 uznał on zabór Śląska przez Czechów za fakt dokonany, choć niewykluczone, że Polsce zwrócono jakąś część tego regionu. Książę polski Kazimierz Odnowiciel dążył do odzyskania terenów zagarniętych przez Czechy i do odnowienia diecezji wrocławskiej.
Wysiłki te po kilku latach przyniosły rezultat. Prawdopodobnie na synodzie w Moguncji w październiku 1049 papież Leon IX zgodził się na reaktywowanie diecezji na Śląsku, być może podporządkowując ją metropolii magdeburskiej co wiązało się z upadkiem metropolii gnieźnieńskiej po najeździe na Gniezno Brzetysława I w 1038 roku. Rok później, w wyniku wojny polsko-czeskiej Śląsk został odzyskany, choć na mocy decyzji cesarza Henryka III z 1054 Polska musiała Czechom płacić czynsz z tego terytorium.
W roku 1051 Kazimierz Odnowiciel pierwszym biskupem restytuowanej diecezji śląskiej mianował Hieronima, duchownego pochodzącego z okolic Kolonii. Rozpoczął on wprawdzie odbudowę katedry wrocławskiej, jednak jego siedzibą był najprawdopodobniej nie Wrocław, lecz Ryczyn. Za możliwą tymczasową siedzibę biskupa uznawany jest również Smogorzów nieopodal Namysłowa. Prawdopodobnie w roku 1075 dokonujący reorganizacji polskiego Kościoła Bolesław II Szczodry miał przenieść siedzibę diecezji śląskiej z powrotem do Wrocławia.
W ostatniej ćwierci XI w. przy katedrze powstała pierwsza szkoła na Śląsku. Aż do schyłku XVI w. realizowała ona pełny, czteroletni program sztuk wyzwolonych: trivium i quadrivium. W II połowie XII i I połowie XIII wieku nastąpił znaczny rozwój fundacji zakonnych – obok benedyktynów, powstały klasztory Cystersów, Dominikanów, Franciszkanów, Joannitów, Templariuszy i Krzyżowców. Powstawały również szkoły i szpitale. W XIII w. w celu usprawnienia zarządzania diecezją, obok archidiakonatu wrocławskiego utworzono trzy kolejne: głogowski (1228), opolski (1230) i legnicki (1262).
W latach 1327–1336 większość książąt piastowskich złożyła hołd lenny królowi czeskiemu Janowi Luksemburskiemu. W 1339 roku król Kazimierz Wielki zrzekł się pretensji do Śląska, ale diecezja wrocławska pozostała w związku z metropolią gnieźnieńską. W 1740 roku Śląsk został przyłączony do Królestwa Pruskiego. Podporządkowanie diecezji wrocławskiej bezpośrednio Stolicy Apostolskiej przez Piusa VII za pośrednictwem bulli “De salute animarum” w 1821 roku nastąpiło na skutek pertraktacji pomiędzy Królestwem Prus, a Stolicą Apostolską, które trwały od 1816 roku. Diecezja wrocławska otrzymał status wyjętej (exempta) i podporządkowanej bezpośrednio Stolicy Apostolskiej.  W 1871 roku Śląsk wszedł w skład Zjednoczonego Cesarstwa Niemieckiego. W 1914 biskupem wrocławskim został bp Adolf Bertram.
Po podziale Górnego Śląska w 1922 roku wraz z ustanowieniem Administracji Apostolskiej dla Śląska Polskiego w jej granicach znalazły się górnośląskie dekanaty oddzielone od diecezji wrocławskiej: dębieński, królewskohucki, lubliniecki, mikołowski, mysłowicki, pogrzebieński, pszczyński, tarnogórski, rudzki, wodzisławski i żorski (w 1925 utworzyły one diecezję katowicką).
30 sierpnia 1930 roku papież Pius XI wydał bullę „Pastoralis Offici Nost” powołującą metropolię wrocławską i przydzielając jej sufraganie: diecezję berlińską, prałaturę Pilską oraz diecezję warmińską.
W 1945 roku po zakończeniu II wojny światowej Śląsk powrócił do Polski. Po wysiedleniu Niemców i przybyciu polskich osiedleńców i repatriantów z duchowieństwem rozpoczął się od nowa proces organizacji struktur kościoła. W lipcu 1945 roku zmarł kard. abp Adolf Bertram. W tym czasie powrócił do Polski kard. August Hlond mający upoważnienie papieża do uregulowania organizacji kościelnej na ziemiach odzyskanych. 15 sierpnia nadał dekrety nominacyjne dla administratorów apostolskich we Wrocławiu, Opolu i Gorzowie Wielkopolskim. Administracja wrocławska obejmowała teren 24 504 km², a jej pierwszym administratorem został ks. Karol Milik. W 1948 roku było 1 700 000 wiernych, 617 księży w 578 parafiach.
W styczniu 1951 roku ks. Karol Milik został usunięty przez władze komunistyczne. W latach 1951–1956 administracją rządził wikariusz kapitulny ks. Kazimierz Lagosz popierający władzę komunistyczną. W 1956 roku po odwilży październikowej biskupem wrocławskim został bp Bolesław Kominek.
28 czerwca 1972 roku papież Paweł VI wydał bullę „Episcoporum Poloniae coetus” powołującą metropolię wrocławską i przydzielając jej sufraganie: diecezję opolska i diecezję gorzowską. W 1974 roku metropolitą został bp Henryk Gulbinowicz, który utworzył 104 parafie, 25 dekanatów i zbudowano 92 nowe kościoły. 25 marca 1992 roku papież Jan Paweł II wydał bullę „Totus Tuus Poloniae Populus”, na mowy której wyłączono 264 parafie dla nowej diecezji legnickiej i 16 parafii dla nowej diecezji kaliskiej. 24 lutego 2004 roku 13 dekanatów zostało wyłączonych dla nowej diecezji świdnickiej.
W 1998 został wybity medal o treści Tysiąc lat diecezji wrocławskiej (awers) i Sto lat Muzeum Archidiecezjalnego we Wrocławiu (rewers), zaprojektowany przez Józefa Stasińskiego.

## Biskupi

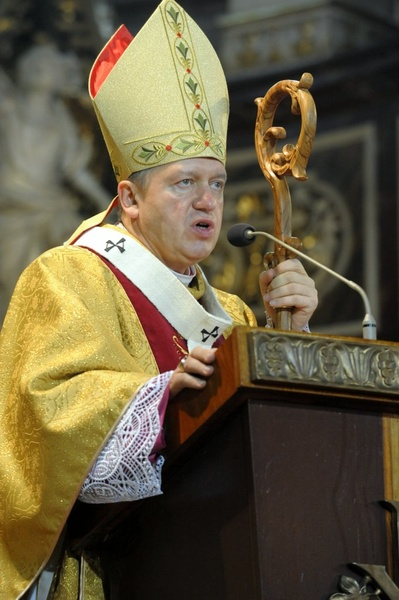
Józef Kupny – metropolita

### Biskup diecezjalny
- abp Józef Kupny – metropolita wrocławski od 2013, zastępca przewodniczącego KEP od 2024

### Biskupi pomocniczy
- bp Jacek Kiciński CMF – (wikariusz generalny) od 2016
- bp Maciej Małyga – (wikariusz generalny) od 2022

## Instytucje
- Kuria Metropolitalna[19];
- Metropolitalne Wyższe Seminarium Duchowne we Wrocławiu;
- Papieski Wydział Teologiczny we Wrocławiu;
- Trybunał Metropolitalny;
- Caritas Archidiecezjalna;
- Centralny Ośrodek Przygotowania Osób Dorosłych do Sakramentu Bierzmowania we Wrocławiu;
- Parafialna Fundacja Ochrony Życia;
- Muzeum Archidiecezjalne;
- Archiwum archidiecezjalne;
- Wydawnictwo i Księgarnia Archidiecezjalna[20];
- Katolickie Stowarzyszenie Młodzieży Archidiecezji Wrocławskiej[21];
- Katolicki miesięcznik „Nowe Życie”;
- Katolickie Radio Rodzina.

## Kapituły
- Kapituła Metropolitalna we Wrocławiu pw. św. Wincentego – diakona i męczennika;
- Kapituła kolegiacka Św. Krzyża we Wrocławiu.

## Główna świątynia
- Archikatedra św. Jana Chrzciciela we Wrocławiu (rocznica poświęcenia: 16 listopada)

## Bazyliki mniejsze[22]
- Bazylika św. Jadwigi Śląskiej w Trzebnicy (od 1943);
- Bazylika św. Jana Apostoła w Oleśnicy (od 1998);
- Bazylika św. Elżbiety we Wrocławiu (od 2003);
- Bazylika św. Jerzego Męczennika w Ziębicach (od 2008).

## Patroni
- Pierwszorzędny
  - św. Jan Chrzciciel – prorok i męczennik (24 czerwca)
- Drugorzędni
  - św. Jadwiga Śląska – księżna (16 października)
  - bł. Czesław Odrowąż – prezbiter (20 lipca)

## Wyrok sądowy
7 lutego 2020 Sąd Okręgowy w Bydgoszczy nakazał kurii bydgoskiej i wrocławskiej solidarną zapłatę 300 tys. zł odszkodowania na rzecz ministranta molestowanego w dzieciństwie przez ks. Pawła Kanię za to, że mimo wiedzy o jego skłonnościach przenosiły go między parafiami zamiast zakazać mu wykonywania obowiązków kapłańskich. Archidiecezja, wraz z diecezją bydgoską, złożyły apelację od wyroku Sądu Okręgowego w Bydgoszczy. Jednym z argumentów jakimi kierowano się w uzasadnieniu apelacji było stwierdzenie, iż to poszkodowany małoletni ponosi winę za zaistniałą szkodę. Sąd Apelacyjny w Gdańsku odrzucił apelację, stwierdzając w uzasadnieniu, iż biskupi byli świadomi pedofilii Pawła Kani. Obok odszkodowania dla pokrzywdzonego, gdański Sąd obciążył archidiecezję i diecezję dodatkowymi kosztami zastępstwa procesowego oraz kosztami procesu.

## Literatura
- Wincenty Urban: Zarys dziejów diecezji wrocławskiej, Wrocław 1962